# Jeffrey Ford
Pour les articles homonymes, voir Ford (homonymie).
Œuvres principales
- Physiognomy
- L'Empire de la crème glacée
- La Fille dans le verre

Jeffrey Ford, né le 8 novembre 1955 à West Islip dans l'État de New York, est un auteur américain de fantasy et de science-fiction.

## Biographie
Jeffrey Ford est diplômé de Binghamton University (New York). Il est professeur au Brookdale Community College. Il publie dans Argosy, The Magazine of Fantasy & Science Fiction, Black Gate…

## Œuvres

### CyclePhysiognomy
1. Physiognomy, J'ai lu, 2000 ((en) The Physiognomy, Avon/Eos, 1997)
2. Memoranda, J'ai lu, 2002 ((en) Memoranda, Avon/Eos, 1999)
3. L'Au-delà, J'ai lu, 2003 ((en) The Beyond, Avon/Eos, 2001)

### Romans indépendants
- (en) Vanitas, Space/Time Press, 1988
- Le Portrait de Madame Charbuque, Flammarion, 2004 ((en) The Portrait of Mrs. Charbuque, Morrow/HarperCollins, 2002)
- La Fille dans le verre, Denoël, coll. « Lunes d'encre », 2007 ((en) The Girl in the Glass, HarperCollins, 2005), trad. Gilles GoulletRéédition Gallimard, coll. « Folio policier » no 588, 2010
- (en) The Cosmology of the Wider World, 2005
- (en) The Shadow Year, 2008
- (en) A Meeting in Oz, 2013
- (en) A Terror, 2013
- (en) Rocket Ship to Hell, 2013
- (en) The Thyme Fiend, 2015
- (en) The Twilight Pariah, 2017
- (en) Ahab’s Return: or, The Last Voyage, 2018
- (en) Out of Body, 2020

### Recueils de nouvelles
- (en) The Fantasy Writer's Assistant, 2002
- (en) The Empire of Ice Cream, 2006
- (en) The Drowned Life, 2008
- (en) Crackpot Palace, 2012
- (en) A Natural History of Hell, 2016
- (en) The Best of Jeffrey Ford, 2020
- (en) Big Dark Hole, 2021

### Nouvelles traduites en français
- L'Auteur de fantasy et son assistante, 2006 ((en) The Fantasy Writer's Assistant, 2000)Parue dans Fiction no 4
- Exo-skeleton Town, 2005 ((en) Exo-skeleton Town, 2000)Parue dans Galaxies no 36
- La Pelote en fil de miel, 2005 ((en) The Honeyed Knot, 2001)Parue dans Fiction no 2
- Création, 2005 ((en) Creation, 2002)Parue dans Fiction no 1
- Le Solitaire au six-coups de la Mesa n° 6, 2006 ((en) Six Gun Loner of the High Butte #6, 2002)Parue dans Fiction no 3
- Que ça parle de la mer, 2007 ((en) Something by the Sea, 2002)Parue dans Fiction no 6
- L'Empire de la crème glacée, 2005 ((en) The Empire of Ice Cream, 2003)Parue dans Galaxies no 38
- Dans la maison des quatre saisons, 2007 ((en) In the House of Four Seasons, 2005)Parue dans la revue Bifrost no 48 aux éditions Le Bélial'
- Les Vacances du batelier, 2007 ((en) Boatman's Holliday, 2005)Parue dans Fiction no 5
- Les Annales d’Eekin-Ok, 2012 ((en) The Annals of Eelin-Ok, 2005)Parue dans Fiction no 15
- Le Whiskey nocturne, 2008 ((en) The Night Whiskey, 2006)Parue dans Fiction no 8
- La Démontable invention du destin, 2006 ((en) The Dismantled Invention of Fate, 2008)Parue en première mondiale dans la revue Bifrost no 44 aux éditions Le Bélial'
- Sous le fond du lac, 2009 ((en) Under the Bottom of the Lake, 2008)Parue dans Fiction no 9
- Une histoire naturelle de l’automne, 2013 ((en) A Natural History of Autumn, 2012)Parue dans Fiction no 16
- La Tête aux souhaits, 2014 ((en) The Wish Head, 2012)Parue dans Fiction no 19
- La Fabrique de fées, 2015 ((en) The Fairy Enterprise, 2013)Parue dans Fiction no 20
- La Technologie de Pittsburgh, 2015 ((en) The Pittsburgh Technology, 2013)Parue dans Fiction no 20

## Récompenses
- Prix World Fantasy du meilleur roman 1998 pour Physiognomie
- Prix World Fantasy de la meilleure nouvelle 2003 pour Création
- Prix Nebula de la meilleure nouvelle longue 2003 pour L'Empire de la crème glacée
- Fountain Award 2005 pour Les Annales d’Eekin-Ok
- Grand prix de l'Imaginaire de la meilleure nouvelle traduite 2006 pour Exo-skeleton Town
- Prix Edgar-Allan-Poe 2006 pour La Fille dans le verre
- Prix World Fantasy du meilleur roman court 2007 pour Botch Town
- Prix Shirley-Jackson du meilleur roman 2008 pour The Shadow Year
- Prix World Fantasy du meilleur roman 2009 pour The Shadow Year
- Prix World Fantasy du meilleur recueil de nouvelles 2009 pour The Drowned Life
- Prix Shirley-Jackson du meilleur recueil de nouvelles 2012 pour Crackpot Palace
- Prix World Fantasy du meilleur recueil de nouvelles 2017 pour A Natural History of Hell